# Patrick Vial
Pour les articles homonymes, voir Vial.
Patrick Vial est un judoka français, né le 24 décembre 1946 à Paris. 

## Biographie
Médaillé de bronze aux Jeux olympiques d'été de 1976 à Montréal, aux Championnats d'Europe de judo de 1969. Il est le quatrième français médaillé olympique en judo. Il fait partie de la catégorie poids mi-moyen, 70 kg, Hommes.
Il devient ensuite cadre technique à la Fédération française de judo et participe à la formation des futurs professeurs de judo diplômés d'État. Il donne également des cours au Judo Club de Maisons-Alfort.
Il accomplit en outre une longue carrière d'arbitre international .

## Grade
8e Dan depuis 2005, il obtient sa ceinture rouge de 9e DAN en février 2017.